# Speer

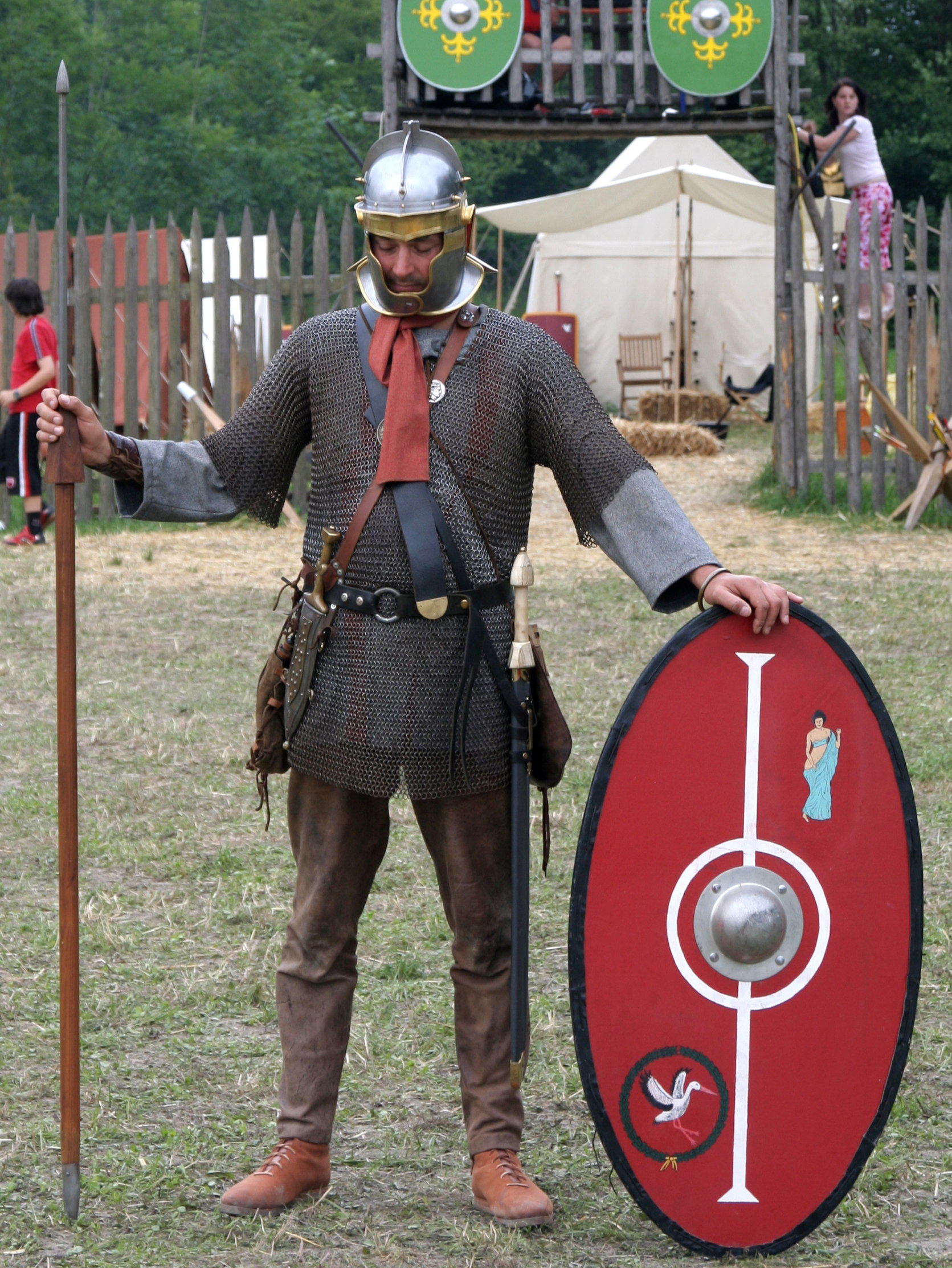
Darsteller um 2005 mit der Ausrüstung eines römischen Soldaten aus der Zeit um ca. 175 n. Chr. mit Speer (Pilum), Schwert und Schild.

Der Speer (auch Wurfspieß) ist eine zu den Stangenwaffen zählende Wurf- und Stichwaffe, die aufgrund ihrer Konstruktion besonders gut zum Werfen geeignet ist. Es gibt verschiedene Versionen, die aus Stein, Knochen, Holz oder Metall bestehen. Als Sportgerät sind sie bis heute in Gebrauch. Sie gehören zu den ältesten von Menschen verwendeten Kampf- und Jagdwaffen. Älteste steinerne Speerspitzen-Funde sind eine halbe Million Jahre alt.

## Beschaffenheit
An einer Stange, dem Schaft, ist eine Spitze (oft zweischneidige Klinge) aus unterschiedlichen Materialien (angespitzte Steine, Bronze, Hartholz, Knochen, Eisen, Stahl) angebracht. Speere waren üblicherweise als Wurfwaffen gedacht oder als Mehrzweckwaffen, die sowohl im Fern- als auch im Nahkampf eingesetzt wurden. Sie sind normalerweise kürzer und leichter als Spieße, die dagegen nicht geworfen werden.
Manche Wurfspeere wie das römische Pilum hatten besonders lang ausgezogene Spitzen, die sich beim Auftreffen verbiegen konnten. Daher konnten sie nur mühsam aus den Schilden gezogen werden und machten diese unbrauchbar. Zudem wurde die Gefahr des Zurückwerfens des Speers vermieden.

## Verwendung
In der Gegenwart werden Speere in einigen Regionen weiterhin als Jagdwaffe, zum Beispiel als Fischspeere, verwendet, ansonsten spielen Speere in Traditionspflege und als Sportgerät, zum Beispiel in der olympischen Disziplin des Speerwurfs, eine Rolle.
Eine Verbesserung von Reichweite, Durchschlagskraft und Zielgenauigkeit des Speers wird durch die Speerschleuder erreicht.
Um genau geworfen zu werden, muss der Speer ausbalanciert sein, damit er immer mit der Spitze voraus im Ziel aufkommt. Nachdem unter Berücksichtigung der Wurfbahn ein Ziel angepeilt wurde, wird der Speer geworfen. Beim Wurf ins Wasser, etwa zum Fischfang, ist die Lichtbrechung mit zu berücksichtigen. Mit modernen Sportspeeren lassen sich Wurfweiten von 100 m erreichen, aber die effektive Reichweite von Jagd- und Kriegsspeeren lag unter 20 Metern. Der seit Mai 1996 bestehende Weltrekord des Tschechen Jan Železný beträgt 98,48 m.
Eine andere Möglichkeit, die Zielgenauigkeit zu verbessern, ist die Drallstabilisierung. Diese kann durch einen sogenannten kurzen Rollriemen, der um den Schaft gewickelt ist, hervorgerufen werden. Beim Abwurf hält der Werfer den Riemen in der Hand, der Riemen wickelt sich ab und versetzt den Speer in Rotation.

## Geschichte

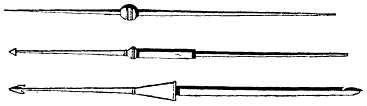
Speere (Abb. aus dem Nordisk familjebok)

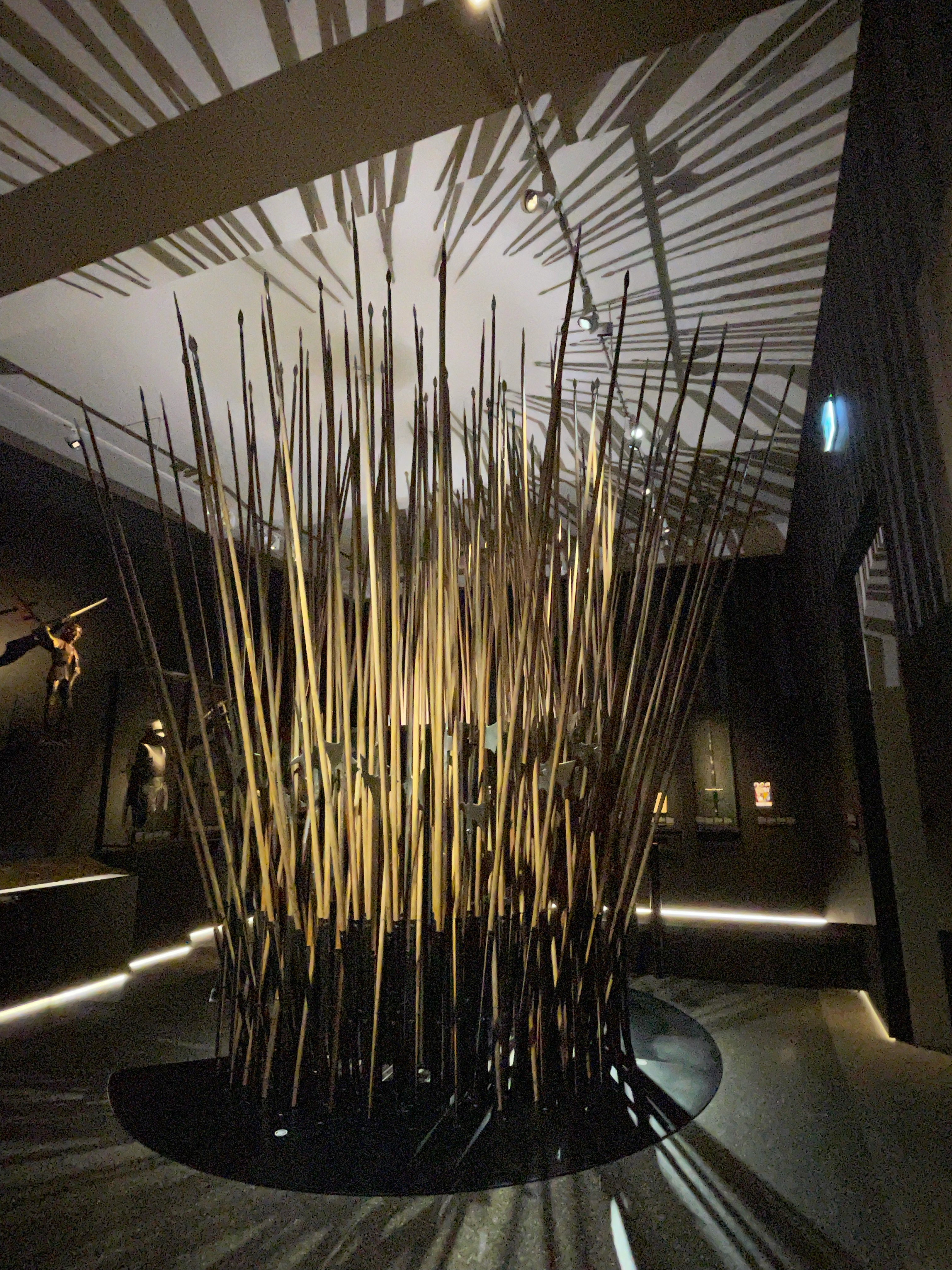
Langspeere im Landesmuseum Zürich

Das Herausbilden der biomechanischen Voraussetzungen für eine speertaugliche Wurftechnik wird auf die Zeit des Homo erectus vor etwa zwei Millionen Jahren datiert.
Das älteste Speerelement, das bis heute weltweit gefunden wurde, ist eine hölzerne Speerspitze aus dem englischen Essex. Sie wurde 1911 in Clacton ausgegraben und auf ein Alter von 360.000 bis 420.000 Jahre geschätzt. Einen umfangreicheren Fund mit einzelnen Stücken über zwei Metern Länge stellen die Schöninger Speere dar. Diese wurden zunächst auf ein Alter von 400.000 Jahren datiert, sind aber nach neuesten Erwägungen wohl um die 270.000 Jahre alt und dem Homo heidelbergensis zuzuschreiben.
In Südafrika entdeckte Steinwerkzeuge wurden im Jahr 2012 als Speerspitzen gedeutet; sollte diese Interpretation korrekt sein, wären sie mit 500.000 Jahren die ältesten Belege für die Nutzung von Speeren.
Die Waffe wurde durchgehend bis zum Erscheinen der Feuerwaffen als Kriegswaffe eingesetzt. Vor allem in der Antike war diese Waffe stark in Gebrauch, z. B. von Griechen durch Hopliten und Peltasten, von Römern als Pilum der Legionäre oder von Germanen als Ango, Frame, Ger.
Im Früh- und Hochmittelalter waren Speer und Lanze sehr häufig geführte Waffen, sowohl zu Fuß als auch bei berittenen Kämpfern. Dies lässt sich ausgezeichnet durch die zeitgenössische Kunst, wie etwa den Stuttgarter Psalter, den Teppich von Bayeux und die Maciejowski-Bibel belegen.
Im späteren Mittelalter ging der Einsatz des Speers zurück, zugunsten der Lanze, Hellebarde und Pike auf der Seite der Stangenwaffen und zugunsten von Langbogen und Armbrust auf der Seite von Fernwaffen.
Noch im 19. Jahrhundert setzten die Zulu in Südafrika Speere ein, den so genannten Assegai. Napoléon Eugène Louis Bonaparte wurde im Zulukrieg in Südafrika am 1. Juni 1879 durch eine derartige Waffe getötet.

## Speer als Symbol
Der Speer hatte zum Teil auch symbolischen Wert. Ein Beispiel stellt die Heilige Lanze der römisch-deutschen Könige und Kaiser dar. In der altisländischen Literatur taucht der Speer Gungnir als Attribut des Gottes Odin auf.
Auf Grund von Vasendarstellungen und Grabfunden sowie Beschreibungen des Dichters Homer kann angenommen werden, dass der Speer im antiken Griechenland zumindest seit spätmykenischer Zeit als Status- oder gar Herrschaftssymbol diente. Der Speer des Achilles soll nach Homers Überlieferung auch von ihm gesetzte Wunden durch Darüberstreichen wieder geheilt haben.